# Orontes II
Orontes o Ervand II (en armeni Երվանդ Բ ; mort l'1 d'octubre del 331 aC) fou un sàtrapa d'Armènia del 336 a 331 aC.

## Origen
Era fill d'Orontes I i de Rodoguna, filla d'Artaxerxes II i, per tant, el nebot d'Artaxerxes III. El seu pare fou sàtrapa d'Armènia fins al 344 aC però llavors fou traslladat i el fill no va aconseguir la satrapia d'Armènia fins al 336 aC, després que el seu posseïdor Codoman, el futur Darius III, accedís al tron de gran-rei.
Orontes II manava juntament amb un cert Mitraustes el contingent armeni en el moment de la batalla de Gaugamela l'1 d'octubre del 331 aC.
René Grousset estima que és potser identificable amb el Ardoates/Artaontes evocat per Diòdor de Sicília el 316 aC però sens dubte diferent de l'Aroantes del 302.
Cyril Toumanoff subratlla del seu costat que aquest altre « Orontes » havia mort cap a 270/260, el que és incompatible amb l'edat d'Orontes II el 331 aC, que estima a 60/70 anys, i amb el fet que aquest últim havia mort ja probablement en el moment de la batalla perquè aquest mateix any 331 aC, Mitranes/Mitraustes va assumir la seva successió.

## Posteritat
Cyril Toumanoff identifica com el seu fill a Mitrenes, governador de Sardes a Lídia, que va abandonar la causa de Darius III després de la batalla del Grànic el maig del 334 aC i va rendir sense combatre la ciutadella de Sardes entregant els seus tresors a Alexandre el Gran, el que va permetre al conqueridor de reconstituir les seves finances abans d'emprendre la conquesta de la costa. El macedoni, acuitat de prosseguir Darius III que es retirava davant d'ell, va recompensar al trànsfuga per la seva acció concedint-li el 331 aC la satrapia d'Armènia.